# Lajos Rácz
Lajos Rácz   (Budapest, 1 de juliol de 1952) és un lluitador hongarès, ja retirat, especialista en lluita grecoromana, que va competir durant les dècades de 1970 i 1980.
El 1976 va prendre part en els Jocs Olímpics d'Estiu de Mont-real, on fou cinquè en la prova del pes mosca del programa de lluita grecoromana. Quatre anys més tard, als Jocs de Moscou, guanyà la medalla de plata en la mateixa prova.
En el seu palmarès també destaquen dues medalles al Campionat del Món de lluita, una d'or i una de bronze entre les edicions de 1974 i 1982, així com cinc medalles al Campionat d'Europa de lluita, dues d'or, dues de plata i una de bronze, entre les edicions de 1970 i 1983.